# 平山美代子

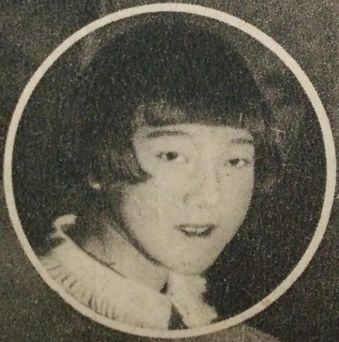
平山美代子（『アサヒグラフ』 1948年3月17日号）

平山 美代子（ひらやま みよこ、1922年6月29日 - 消息不明）は、日本の女性歌手・童謡歌手。本名は磐瀬ゆき。
現在の東京都千代田区三番町出身。1933年に明仁親王（上皇明仁）が誕生した際に「皇太子さまお生まれなつた」を歌い一躍スター歌手となった。

## 略歴
1922年、三越の美術部に勤務する岩瀬純の四女として東京府東京市麹町区三番町に生まれる。六人兄弟（二男四女）の末っ子であったが、長兄は幼少期の爆発事故により右眼を失明し、長姉もこの事故により右手の親指と人差し指にに大けがを負っている。また、次兄は1925年頃に自家中毒で夭逝している。
小学三年生のとき、学校教師に誘われ東京子供音楽会に入会する。その後、「磐瀨ゆき子」名義でレコードを発売した。
1933年、音楽劇レコード「チャメ子の曲馬團見学」の相手役・ペチャ子に抜擢される。主役のチャメ子は平井英子、作曲は中山晋平が務めた。この時に、平井英子の平と中山晋平の山をとって平山、中山が好きな美代子という名前から芸名を平山美代子と名付けらる。同時に日本ビクターレコード会社と専属契約を結び、約十年のあいだ専属童謡歌手として舞台やラジオ、レコード等で活動することとなる。
同年5月24日、日比谷公会堂で行われた「人形使節を送る会」で初舞台を踏む。同年12月23日、明仁親王（上皇明仁）が誕生した際には「皇太子さまお生まれなつた」（作詞：北原白秋 作曲：中山晋平）を歌い、この曲がヒットしたことにより一躍スター歌手となった。北原白秋作詞の童謡を多く歌い人気を博した。
東洋音楽学校（現・東京音楽大学）を卒業後は、専属契約が終了し軍需工場の事務所で勤務した。
戦時中に父を亡くし、戦後は羽田米軍基地で秘書として勤務した。その後、チェース・マンハッタン銀行に勤務。定年前に早期退職し、視覚障碍者のために楽譜を点字にする点字楽譜制作のボランティア活動に20年以上取り組んだ。
1998年、水戸市の老人ホームに入所。2005年に自らの半生を綴った『お母さん、どうして？』を出版した。

## 家族
父はプロダクトデザイナー・美術商の磐瀬純。日本画家を志し東京美術学校(現東京芸術大学）を卒業。その後、東郷尋常小学校（現・千代田区立九段小学校）の依頼を受けて徽章等をデザインした。1906年、三越の美術部に就職する。美術部では干支をデザインした包装紙を手がけた。
伯父は香淳皇后の侍医を務めた東京大学医学部産婦人科教授・磐瀬雄一。
従兄弟に蝶類学の研究者・磐瀬太郎がいる。

## 代表曲

### 磐瀨ゆき子名義
- 一つ頂戴さくらんぼ（1933年/ビクター レコード番号：J-10016）

### 平山美代子名義
- 木の葉のお舟（1933年/ビクター 52848）
- 皇太子さまお生まれなつた（1934年/ビクター 53002）
- チユウリップ兵隊（1934年/ビクター 53027）高山得子の「よっといで」B面
- 南京ことば（1935年/ビクター J-30001）
- 證城寺の狸囃子/蛙の夜まわり（1935年/ビクター J-30002）
- かくれんぼ（1935年/ビクター J-30005）平井英子との共唱
- 上り目下り目（1935年/ビクター J-30006）
- 風鈴（1935年/ビクター J-30007）中山梶子の「てるてる坊主」B面
- 兵隊ゴッコ/夏の雲（1935年/ビクター J-30008）
- 兵隊さん/ひよこ（1935年/ビクター J-30011）
- 小馬（1935年/ビクター J-30012）
- こんこん狐/雨ふり雲（1935年/ビクター J-30015）
- お伽ばなし/からくり（1935年/ビクター J-30016）
- 村祭/蟲のこゑ（1935年/ビクター J-30023）
- ゐなかの四季/水車（1935年/ビクター J-30024）
- あひるのせんたく（1936年/ビクター J-30027）
- キューピーピーちゃん/青い小窓（1936年/ビクター J-30028）
- お花見手毬唄/花まつり（1936年/ビクター J-30035）
- ニャンニャン猫の子/目白おし（1936年/ビクター J-30036）
- よい子はおうちに（1936年/ビクター J-30041）伊藤米子の「米つきバッタ」B面
- 波どんどん（1936年/ビクター J-30042）
- ねずみの子（1936年/ビクター J-30045）
- 手の鳴る方へ/シャボン玉（1936年/ビクター J-30061）
- 僕のハイキング/ふきあげる（1936年/ビクター J-30067）
- あめふり/ちんころ兵隊（1938年/ビクター CA-7）
- ダットサン（1938年/ビクター CA-8）
- 兎の電報（1938年/ビクター CA-9）
- 汽車汽車走れ/ドウナツ（1938年/ビクター CA-10）
- 砂山/クックコック（1938年/ビクター CA-11）
- あわて床屋/たあんき ぽうんき（1938年/ビクター CA-12）
- 青い目の人形（1940年/ビクター CL-102）

ほか

## 著書
- 『お母さん、どうして？』文芸社、2005年